# Albert Lance
Albert Lance (12 de julio de 1925 - 15 de mayo de 2013) fue un tenor australiano, también de ciudadanía francesa. Fue tenor principal de Australia durante la década de 1950 y más tarde disfrutó de una exitosa carrera en Francia.

## Biografía
Nació en Menindee, Australia del Sur como Lancelot Albert Ingram, pero por lo general se lo conoció como Lance Ingram. Comenzó a cantar cuando era niño, en la escuela y en el coro de la iglesia. Su madre lo hizo estudiar canto en el Conservatorio de Música de Melbourne. Después de graduarse, cantaba en cafés y clubes nocturnos, y se unió a una compañía donde realizaba giras a través de Australia, cantando canciones populares. El director de esa empresa se impresionó lo suficiente como para enviarlo a una audición en la Ópera de Melbourne, donde se le ofreció inmediatamente un contrato. Hizo su debut allí, como Cavaradossi en Tosca, en 1950, y pasó a cantar Rodolfo en La Bohème, y Pinkerton en Madama Butterfly, con considerable éxito. Luego apareció como el protagonista de Los cuentos de Hoffmann dado en honor de la reina Isabel II en 1953.
La voz de Ingram fue descubierta por la esposa del afamado profesor Modesti, quien lo invitó a Francia, para estudios de perfeccionamiento. Bajo la guía de Modesti, y con la ayuda de su asistente, Simone Féjart, adquirió considerable refinamiento, tanto vocal como musical. Después de haber cambiado su nombre profesional de Lance Ingram a Albert Lance, hizo su debut en París en el Opéra-Comique en 1955, como Cavaradossi.  El año siguientes, hizo su debut en el Palais Garnier, en el papel de Faust, y el éxito fue inmediato. Volvería a este teatro parisino en 1958 como Cavaradossi para la mítica versión de Tosca con Maria Callas y Tito Gobbi que fue llevada a la pantalla.
Se estableció rápidamente como uno de los principales "tenores franceses" del momento, tanto en la Opéra-Comique y como la Opéra hasta el año 1972, cantando los grandes papeles franceses tales como Roméo en Roméo et Juliette, des Grieux en Manon, Werther, Don José en Carmen, etc. Actuó en los teatros de ópera de Lyon, Burdeos, y Marsella, así como Londres, Viena, Moscú, Leningrado, en el Gran Teatre del Liceu de Barcelona en 1963 con Roméo et Juliette y en 1968 con La condenación de Fausto, y en el Teatro Colón de Buenos Aires en 1965 junto a Régine Crespin en Werther y La condenación de Fausto.
Lance fue también muy apreciado en el repertorio italiano, añadiendo a su repertorio los papeles de tenor en Rigoletto, La traviata, Cavalleria rusticana, Pagliacci y otros.
En marzo de 2011, la comunidad de la ópera francesa anunció que Lance sería el primer australiano en ser el presidente de la Paris Opera Jubilee.
Albert Lance murió el 15 de mayo de 2013.